# Ziegelei

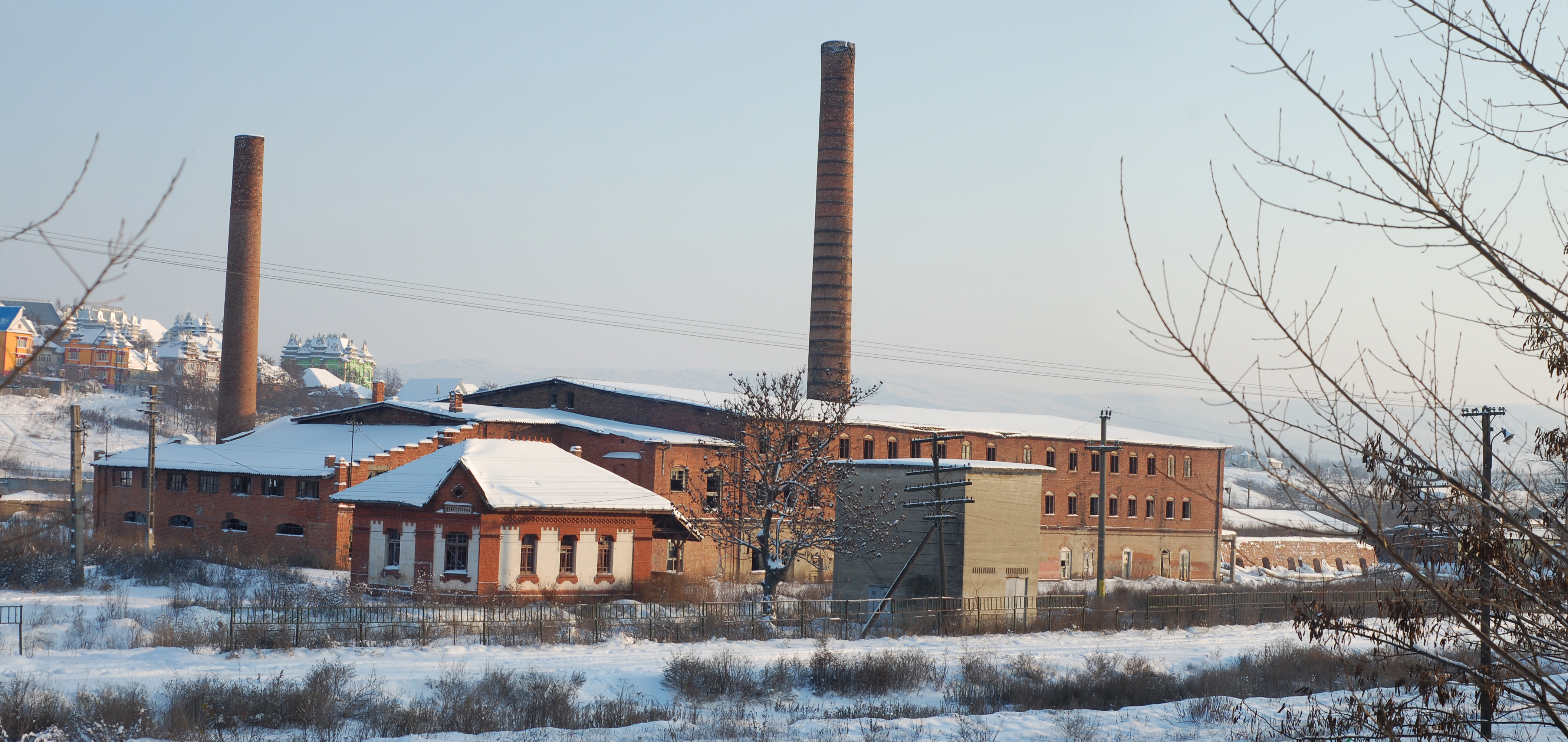
Ziegelei in Rumänien

Eine Ziegelei (Tonwerk) ist eine Fabrik zur Herstellung von Baumaterialien aus Mauerziegeln. Gebrannt wird Tonmineral oder Lehm, ein Gemisch von Sand und Ton.

## Einzelheiten

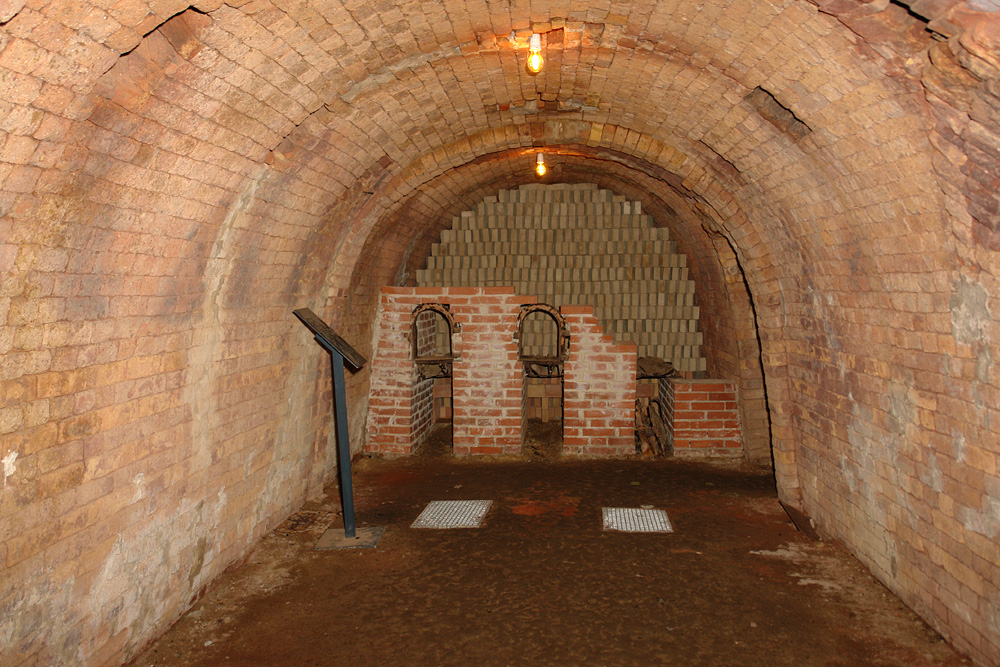
Brennkammer im Ringofen der dänischen Ziegelei Cathrinesminde (heute Museum)

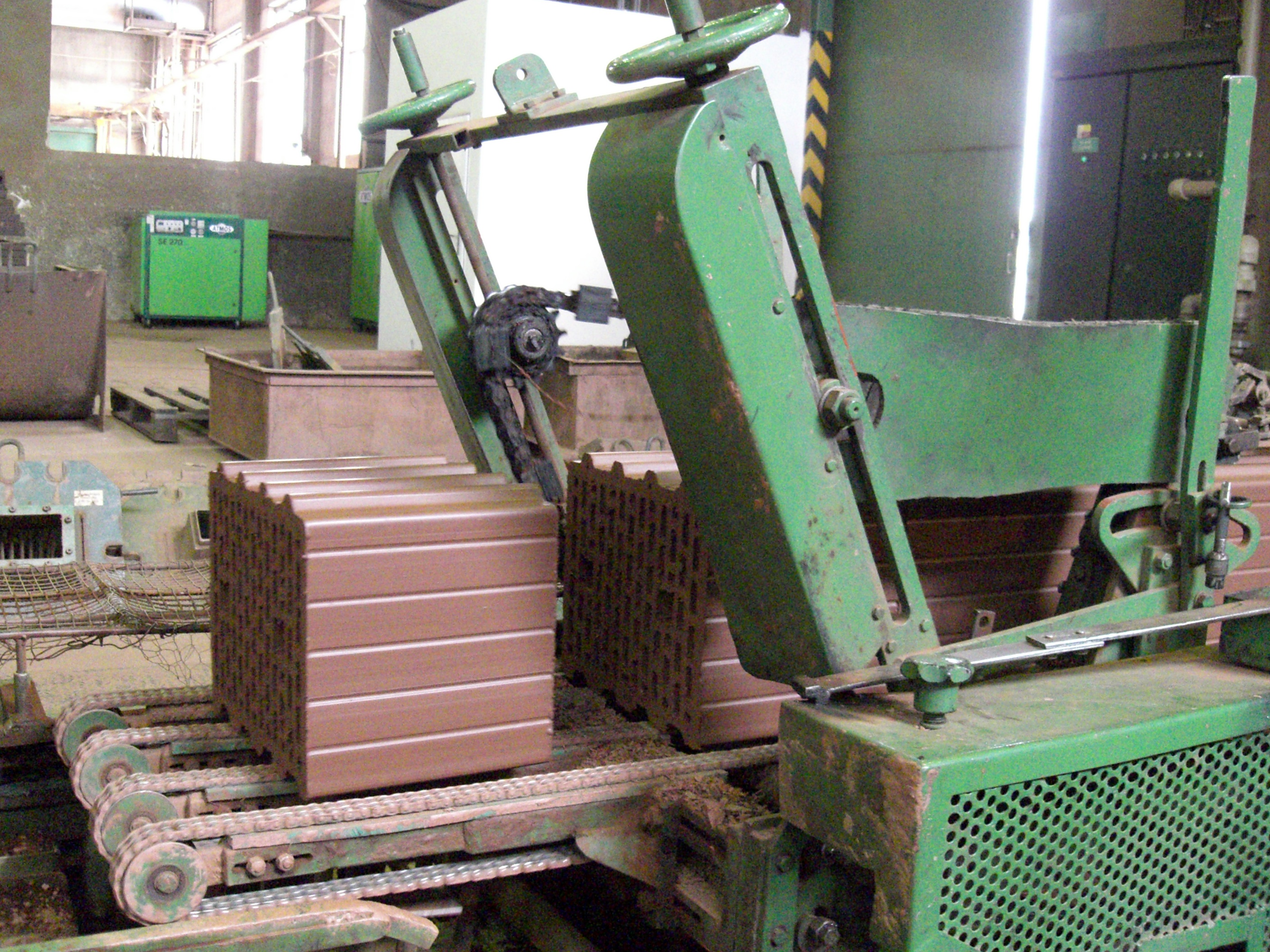
Moderne Thermoziegel werden gepresst und geschnitten

Der Standort dieser Unternehmen liegt meist am Ort des Rohstoffvorkommens an Ton. Früher waren es meist Kleinbetriebe, die unter freiem Himmel die noch feuchten Ziegel in der Sonne vortrockneten und anschließend in einem Ofen brannten. Je nach Trocknungsart war als Rohstoffquelle noch das naheliegende Brennmaterial notwendig. So richtete sich nicht nur der Standort, sondern die gesamte Infrastruktur danach. Beispielsweise südlich von Wien, wo große Tonvorkommen waren, wurde der Wiener Neustädter Kanal errichtet, um das Holz aus dem Wienerwald zu bringen. In diesem Fall war das die billigste Energiequelle.
Um 1900 entstanden z. B. im Gebiet der Lausitz oder im Leipziger Raum große Ziegeleien, da dort infolge des Aufschlusses von Braunkohletagebauen große Ton- und Sandvorkommen anfielen und die Braunkohle die benötigte Energie lieferte.
Der meist im Tagebau gewonnene Ton ist im Rohzustand noch nicht verformbar und wird in Nass- oder Trockenaufbereitung stufenweise zerkleinert und gemischt. Die verformbaren Massen werden dann in Mauerziegel, Strangdachziegel, Hohlkörper, heute industriell meist mit Strangpressen, verformt.
Pressdachziegel werden aus vorgeformten Batzen auf Revolverpressen geformt. Bodenplatten werden im Trockenpressverfahren hergestellt. Dabei wird das Wasser in warmluftgeheizten Trockenanlagen entzogen.
Die Formlinge werden auf Ofenwagen gesetzt und in Durchlauföfen in einem genau auf die Rohmasse abgestimmten Verfahren bei Temperaturen um 950 oder 1200 °C (Sinterbrand) gebrannt.
Als Brennstoff dient meist Gas oder Öl. Durch die Steuerung des Sauerstoffanteils im Brennraum lässt sich durch chemische Vorgänge vor allem der Eisenoxide im Rohstoff – oxidierender (rot) oder reduzierender (schwarz) Brand – die Farbe des Brenngutes beeinflussen.

## Geschichte

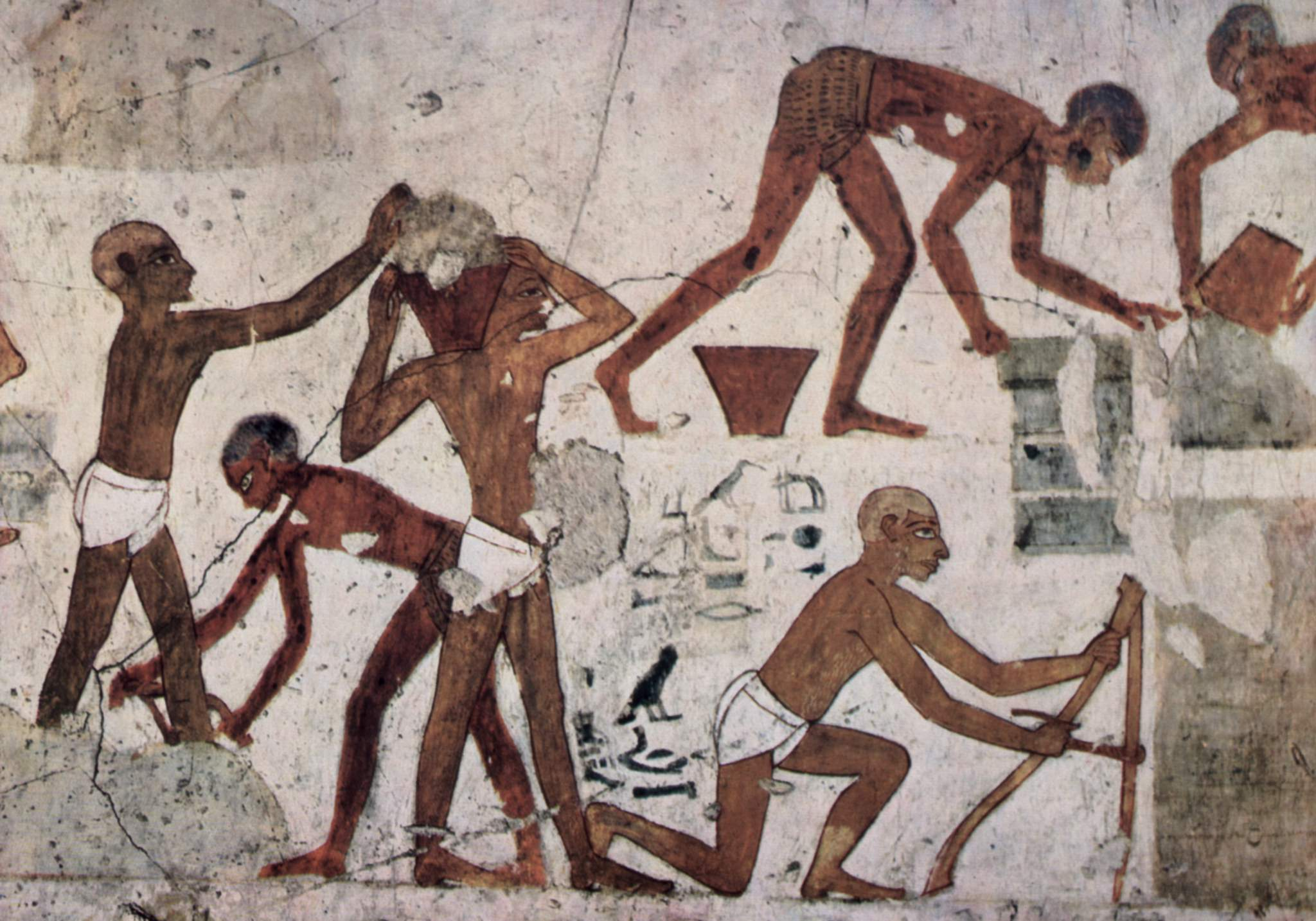
Grabkammer des Rechmirê, Szene: Herstellung von Ziegeln (Ägypten, um 1500–1450 v. Chr.)

Ein großer, gut erhaltener römischer Ziegelbrennofen bei Augsburg nach der Ausgrabung, Aufsicht

Ursprünglich wurden Ziegel in Feldbrandziegeleien und in Schachtöfen gebrannt. Im Jahre 1859 erhielt der Baumeister Friedrich Eduard Hoffmann (1818–1900) in Preußen und Österreich ein Patent auf den Hoffmannschen Ringofen, das ihm die Rechte an der Erfindung eines ringförmigen Ofens zum ununterbrochenen Brennen aller Arten von Ziegeln, Tonwaren, Kalk, Gips und dergleichen sicherte. Der Ringofen revolutionierte die Ziegelindustrie des 19. Jahrhunderts und ermöglichte eine vorher nie gekannte Steigerung der Ziegelproduktion. Seitdem änderte sich das Bild der Häuser von grau (Schilf- und Strohdach, Strauch-, Holz-, Lehmwände) zu rot (Dachpfannen, Ziegelhaus, weniger Feuergefahr). Ziegelrohre ermöglichen Kanalisation sowie unterirdische Drainage und Entwässerung von Feldern.
Heute werden die verschiedenen Ziegelprodukte überwiegend in Tunnelöfen kontinuierlich gebrannt. Hierbei werden die getrockneten Formlinge in einem durchströmbaren Verbund auf feuerfeste Tunnelofenwagen gesetzt und in einem definierten Brennprozess gebrannt.
Der weltweit größte Ziegelhersteller ist der österreichische Konzern Wienerberger. Die größten Hersteller in Deutschland sind Creaton, Braas, Erlus und die Dachziegelwerke Nelskamp. Neben diesen großen Herstellern gab es viele mittelständische Ziegelhersteller, deren Anzahl jedoch rückläufig ist. Dazu gehören Gebr. Laumans Ziegelwerke oder die Dachkeramik Meyer-Holsen GmbH.
Alle Hersteller sind im Bundesverband der Deutschen Ziegelindustrie e. V. organisiert. Der Bundesverband gliedert sich in die Fachverbände Nord, Nordwest, Südwest, Ziegel Zentrum Süd und den Bayrischen Ziegelindustrieverband.

## Ziegelbrennen im Feldbrand

### Der Arbeitsgang des Feldbrandes
In der bäuerlichen Subsistenzwirtschaft wurde dort die Eigenproduktion von Mauerziegeln angestrebt, wo auf eigenen Flurstücken geeignete Tonvorkommen nutzbar waren und wo ausreichend Brennholz für die temporären Feldbrandöfen aus eigenen Wirtschaftswäldern zur Verfügung stand. Produziert wurde so weitgehend nur für den Eigenbedarf, allenfalls für örtlichen Kirchenbau.
Unternehmerische nachgeborene Bauernsöhne und manche italienische Ziegelmeister haben Tongruben und Ziegelhütten gepachtet und auf eigene Rechnung Ziegel für den Markt produziert. Wie aus einer kleinen gewerblichen Ziegelei dieser Art eine industrielle Fertigung nach unternehmerischen Grundsätzen geschehen konnte, hat Josef Martin Bauer in seinem mehrfach aufgelegten Roman „Der Abhang“ beschrieben. Dort wird auch die zunehmende Forderung erläutert, Ziegel mit zureichender Bruch-, Kantenbruch-, Druck- und Frostfestigkeit herzustellen, der die handwerklichen Ziegeleien gegen Ende des 19. Jahrhunderts nicht mehr genügen konnten.
Für das südöstliche Bayern ist die Praxis des Feldbrandes und der saisonalen Arbeitsmigration der friulanischen Ziegler, der fornaciai, für den Zeitraum 1871 bis 1915 gut belegt. Für die Förderung und Aufbereitung des Tons, das Formen und Brennen der Ziegel vor Ort wurden aus Norditalien, vor allem Friaul, qualifizierte Gruppen, compagnie, angeworben. Die Vermittlung leisteten Akkordanten, die durch Kenntnis beider Sprachen, Bairisch und Friaulisch, und die Fähigkeit zur Vorfinanzierung einer Saison dazu befähigt waren. Zu einem Arbeitstrupp gehörten der Ziegelmeister, capuzat, der sich auf alle Arbeitsgänge und das Brennen verstand, zudem bei kleineren, familiär geprägten Trupps auch der Akkordant war. Er war häufig für die Vorfinanzierung der Saison auf Kredite angewiesen. Das Schlagen der Ziegel am Streichtisch, in den Formen, die ein Sandler, ein minderjähriger muli, in schneller Folge zureichte, leistete ein junger, gut eingeübter Mann, der Ziegelpatscher, stampatore. Den angesumpften, gegebenenfalls mit gesiebtem Sand gemagerten Ton brachte ihm ein carriolaio zu. Er fuhr dazu mit einer Schubkarre, einer Radtruhe, über eine Brettrampe direkt auf den Streichtisch und kippte dort die Ladung ab. Den Transport der aus der Form geschlagenen feuchten Ziegel zum Trockenplatz, später vom Trockenplatz zum niedrigen Trockenschupfen mit seinen Stellagen, dann zum Platz, wo der Feldofen aufgerichtet wurde, leisteten Kinder und junge Frauen. Für die Versorgung der compagnia mit Essen und Wäsche, zudem für die moralische und religiöse Führung waren ältere Frauen zuständig, häufig eine Schwester oder die Frau des Ziegelmeisters. Eine einfach besetzte compagnia konnte an einem Streichtisch zirka 6.000 Ziegel am Tag herstellen. Für den Bau eines Stadels, eines Stallgebäudes oder eines repräsentativen Bauernhauses waren jeweils 500.000 bis eine Million Ziegel erforderlich.
Für den Brand wurden die luftgetrockneten Ziegel zu einem quaderförmigen Feldbrandofen aufgerichtet. Die Anordnung der Rohziegel war so, dass von einer Schüre aus verzweigte Rauchgaskanäle angelegt wurden, die alle Ziegel mit 700–800 °C Brenntemperatur versorgten. Dazu wurde der gesamte Quader mit Lehm und Erdreich nach außen abgedichtet. Im Bereich der ersten Rauchgaszüge im Kern des Feldofens entstanden unter höherer Brenntemperatur hart gebrannte, verglaste Mauersteine, die zum Mauern frostfester Fundamente dienten.

Ziegler – stampatore und carriolaio – aus Friaul in einer süddeutschen Ziegelei, um 1910

### Die Transalpini
Viele Zieglertrupps kamen aus dem Friaul, dort vor allem aus den Gemeinden Buja, Gemona und Tarcento. Sie waren durch das Schaffen in regionalen Ziegeleien und durch Saisonarbeit auf den großen Gütern der Pianura padana (Po-Ebene) im Ziegelfertigen erfahren. Eine Kampagne dauerte von Mai bis Oktober. Die Hochzeit der Wanderung nach Süddeutschland war zwischen 1871 und 1915. In der Region wurden die saisonal in die wirtschaftsstarken nördlichen Länder wandernden Ziegler transalpini genannt.
Einige wenige der Ziegelmeister sind dokumentiert, u. a. Valentino Cramero (1877–1936), Cesare Volpe (1874–1952) und Luigi Cussigh (* 1860). Cramero und Cussigh haben beide selbst Dokumente geschaffen, die erhalten geblieben sind, nämlich aufwändige, bei der Herstellung Geschick und Erfahrung voraussetzende Firstziegel für Falzdeckung mit den Inschriften „Cramero Valentino di Torlano 27.9.1910“ und „Ziegelmeister Cussigh Luigi geboren den 27. Juni 1860 in Gemeite {Gemeinde} Nimis bei Udine Italia Torlano“.

## Herstellung in einer Dampfziegelei

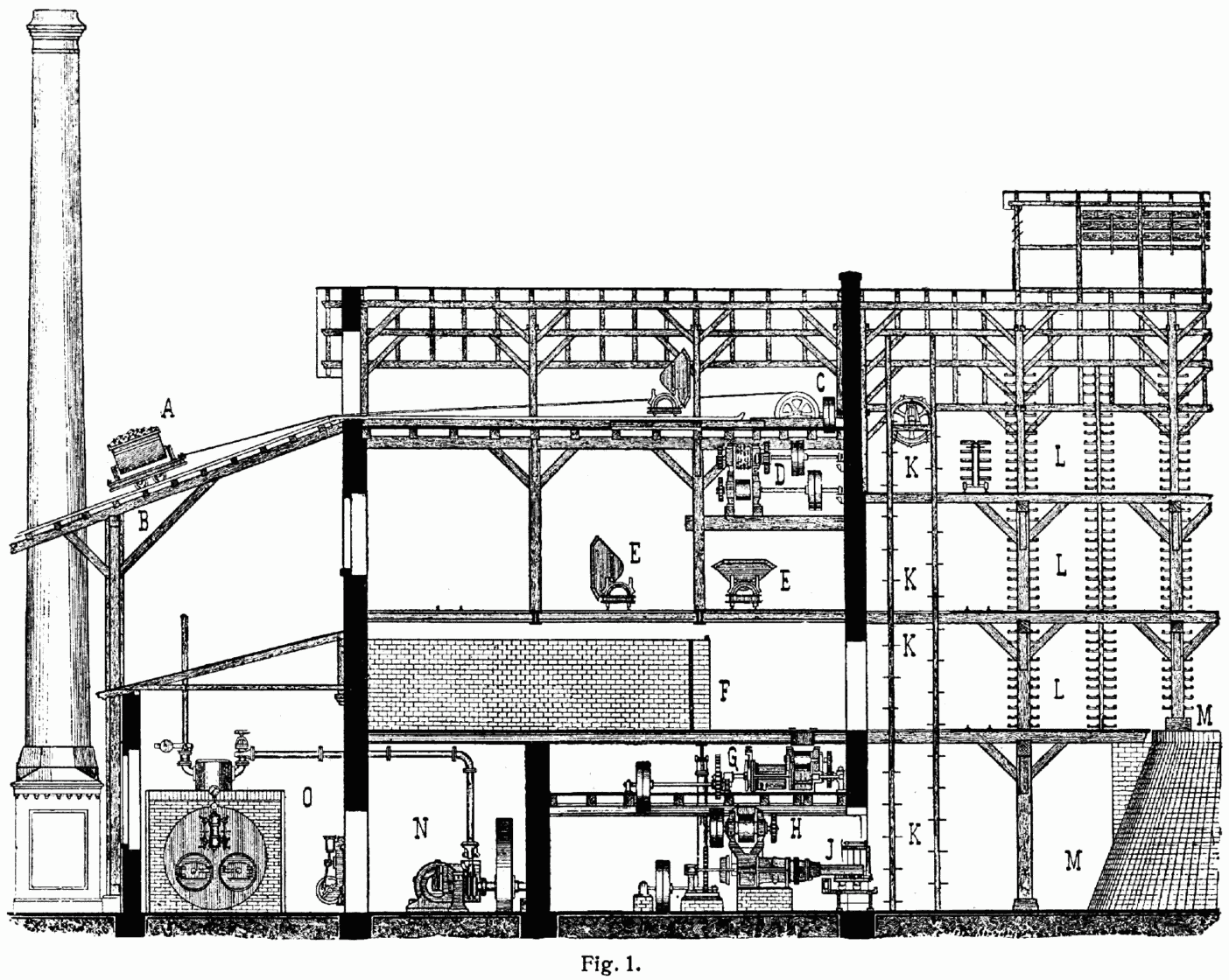
Ziegelherstellung in einer Dampfziegelei:
A. Tonwagen, aus der Grube kommend
B. Aufzugbrücke
C. Aufzug
D. Brechwalzwerk
E. Transportwagen, vom Brechwalzwerk kommend
F. Sümpfe
G. Tonschneider
H. Feinwalzwerk
J. Ziegelpresse
K. Elevator (Aufzug)
L. Trockenräume
M. Ringofen
N. Betriebsdampfmaschine
O. Dampfkessel